# Conus cocceus
Espèce
Statut de conservation UICN

 LC  : Préoccupation mineure
Conus cocceus est une espèce de mollusques gastéropodes marins de la famille des Conidae.
Comme toutes les espèces du genre Conus, ces escargots sont prédateurs et venimeux. Ils sont capables de « piquer » les humains et doivent donc être manipulés avec précaution, voire pas du tout.

## Description
La taille de la coquille varie entre 42 mm et 54 mm. La coquille est turbinée, plutôt robuste vers la partie supérieure, un peu arrondie, transversalement très finement striée. Les interstices entre les crêtes sont légèrement piqués. Sa couleur est blanche délicatement filetée de petites taches irrégulières de couleur écarlate pâle. La spire est obtusément convexe. 

## Distribution
Cette espèce marine est endémique à l'Australie (l'Australie-Occidentale)

### Niveau de risque d’extinction de l’espèce
Selon l'analyse de l'UICN réalisée en 2011 pour la définition du niveau de risque d'extinction, cette espèce se trouve de Mandurah à Esperance, en Australie-Occidentale. Sa répartition en profondeur est connue, de l'intertidal à 40 m. Il n'y a pas de données de population disponibles pour cette espèce, cependant, elle semble peu commune. Les coquilles de cette espèce sont rares sur le marché international des coquillages, ce qui peut indiquer un manque d'abondance ; et le prix demandé pour ces coquilles est moyen. Cela peut être un produit des collections sélectives pour les spécimens de meilleure qualité. Des parties importantes de son aire de répartition se trouvent dans le parc national du Cap-à-Cap. Cette espèce est classée comme étant de préoccupation mineure.

## Taxonomie

### Publication originale
L'espèce Conus cocceus a été décrite pour la première fois en 1844 par l'éditeur et naturaliste britannique Lovell Augustus Reeve (1814-1865) dans la publication intitulée « Conchologia Iconica, or, illustrations of the shells of molluscous animals »,.

### Synonymes
- Conus (Floraconus) cocceus Reeve, 1844 · appellation alternative
- Conus citrinus Kiener, 1846 · non accepté
- Conus decrepitus Kiener, 1847 · non accepté
- Conus kieneri Crosse, 1858 · non accepté
- Floraconus cocceus (Reeve, 1844) · non accepté

## Identifiants taxonomiques
Chaque taxon catalogué par les bases de données biologiques et taxonomiques possède un identifiant qui permet d'établir un point de référence. Les identifiants de Conus cocceus dans les principales bases sont les suivants :
AFD : Conus_(Floraconus)_cocceus - CoL : 5ZXNH - GBIF : 5795687 - iNaturalist : 431914 - IRMNG : 10539232 - TAXREF : 94350 - UICN : 192601 - WoRMS : 426458